# Политички систем Северне Македоније
Политика Северне Македоније Северна Македонија је суверена, самостална, демократска и социјална држава. Државна власт је подијељена на законодавну, извршну и судску.

## Законодавна васт
Законодавна власт је у рукама Собрања Северне Македоније (парламент). Грађани на слободним, непосредним и демократским иборима бирају 120 заступника (пратеника), држава је подијељена на 6 изборних јединца, мандат заступника је 4 године.

## Извршна власт
Извршна власт је у рукама Владе Северне Македоније. Предсједник Северне Македоније се бира на слободним, непосредним и демократским изборима, а мандат је 5 година.

### Предсједник Северне Македоније
Предсједник Северне Македоније представља Северну Македонију, Врховни је заповједник оружаних снага.
Досадашњи предсједници:
- Киро Глигоров (1991–1999)
- Борис Трајковски (1999–2004)
- Бранко Црвенковски (2004–2009)
- Ђорђе Иванов (2009–)

### Влада Северне Македоније
Надлежности Предједника Северне Македоније су прилично ограничене, уставом је извршна власт додијељена Влади Северне Македоније, односно предсједнику владе и министрима.
Министарства Владе Северне Македоније:
- Министарство одбране
- Министарство унутрашњих послова
- Министарство правде
- Министарство иностраних послова
- Министарство рада и социјалне политике
- Министарство финансија
- Министарство образовања и науке
- Министарство економије
- Министарство пољопривреде, шумарства и водопривреде
- Министарство транспорта и комуникација
- Министарство здравља
- Министарство културе
- Министарство локалне самоуправе
- Министарство животне средине и просторног планирања
- Министарство за информационо друштво и администрацију

Тренутни кабинет:
| Члан                        | Министарство                                                         | Лого |
| --------------------------- | -------------------------------------------------------------------- | ---- |
| Емил Димитриев              | Предсједник Владе Северне Македоније                                 |      |
| Зоран Ставрески             | Потпредсједник Владе Северне Македоније и Министар Финансија         |      |
| Фестим Халили               | Потпредсједник Владе задужен за спровођење Оквирног споразума        |      |
| Владимир Пешевски           | Потпредсједник Владе Северне Македоније задужен за економске послове |      |
| Dr. Арбр Адеми              | Потпредсједник Владе Северне Македоније за европске интеграције      |      |
| Никола Попоски              | Мимистар иностраних послова                                          |      |
| Зоран Јолевски              | Министар одбране                                                     |      |
| Оливер Спасовски            | Министар унутрашњих послова                                          |      |
| Валдет Џафери               | Министар правде                                                      |      |
| Владо Мисајловски           | Министар траспорта и комуникација                                    |      |
| Дритон Кучи                 | Министар економије                                                   |      |
| Михаил Цветков              | Минитар пољопривреде, шумарства и водоснадбјевања                    |      |
| Никола Тодоров              | Министар Здравља                                                     |      |
| Марта Арсовска Tомовска     | Министар за информационо друштво и администрацију                    |      |
| Пиштар Лутфиу               | Министар за образовање и науку                                       |      |
| Ширет Елези                 | Министар локалне самоуправе                                          |      |
| Елизабета Kанческа Mилевска | Министар културе                                                     |      |
| Фросина Ташевска Ременски   | Министар рада и социјалне политике                                   |      |
| Башким Амети                | Министар животне средине и просторног планирања                      |      |
| Фуркан Чако                 | Министар без портфеља                                                |      |
| Неждет Мустафа              | Министар без портфеља                                                |      |
| Веле Самак                  | Министар без портфеља                                                |      |
| Бил Самак                   | Министар без портфеља                                                |      |
| Џери Наумоф                 | Министар без портфеља                                                |      |
| Горан Мицовски              | Министар без портфеља                                                |      |
| Арлинд Зећири               | Министар без портфеља                                                |      |

Генерални секретаријат Владе Северне Македоније:
Кирил Божиновски, генерални секретар
Независни органи Владе Северне Македоније:
- Агенција за младе и спорт
- Агенција за емиграције
- Комисија за вјерска питања
- Агенција за информације
- Агенција за развој и инвестирање
- Центар за управљање у кризама

Органи у оквиру министарстава:
- Органи у оквиру министарства унутрашњих послова:

Управа за безбедност и контраобавјештавање
Биро за јавну безбедност
- Органи у оквиру министарства рада и социјалне политике:

Управа за питање ратних ветерана
Државни инспекторат рада
- Органи у оквиру министарства просвјете и науке:

Педагошка служба
Биро за развој образовања
Управа за развој и унапређење образовања на језицима припадника заједница
Државни просвјетни инспекторат
- Органи у оквиру министарства пољопривреде, шумарства и водопривреде:

Одељење за ветеринарство
Одељење за управљање водама
Одељење за хидрометеоролошке послове
Одељење за сјеменарство и сјеменски материјал
Одељење за заштиту биља
Државни пољопривредни инспекторат
Државни инспекторат за шумарство и лов
- Органи у оквиру министарства здравља:

Фонд здравственог осигурања
Државна санитарни и здравствени инспекторат
Биро за лијекове
Дирекција за храну
Пројектна јединица за развој здравственог сектора
- Органи у оквиру министарства правде:

Државни управни инспекторат
Одељење за извршење санкција
Биро за судска вјештачења
Управа за вођење матичних књига
- Органи у оквиру министарства финансија:

Управа за имовинско правне послове
Управа царина
Државни девизни инспекторат
Управа за јавне приходе
Биро за робне резерве
Управа за спречавње прања новца
Финансијска полиција
- Органи у оквиру Министарства економије:

Монополска управа
Управа за намјенску производњу
Државни тржишни инспекторат
Државни инспекторат за техничку инспекцију
Канцеларија за заштиту индустријске својине
Биро за метеорологију
- Органи у оквиру министарсва локалне самоуправе:

Државни инспекторат за локалну самоуправу
Уред за привредно неразвијена подручја
- Органи у оквиру министарства транспорта и комуникација:

Управа за телекомуникације
Управа за цивилно-ваздушни промет
Лучка капетанија
Државни инспекторат за транспорт
Државни инспекторат за грађевину и убанизам
Државни комунални инспектор
- Органи у оквиру министарства културе:

Управа за афирмацију и промоцију културе мањинских заједница у Северној Македонији
- Органи у оквиру министарства животне средине и просторног планирања:

Државни инспекторат за животну средину
Служба за животну средину
Служба за просторно информациони систем
Управа за катастар и регистрацију непокретности
Управне организације:
- Државни архив Северне Македоније
- Државни завод за статистику
- Агенција за катастар и непокретности
- Геолошки завод Северне Македоније

## Судска власт
Судска власт је у рукама основних, апелациских и виших судова. Задња инстанца је Врховни суд.